# Арктичний фронт
Арктичний фронт — динамічний кордон між арктичними повітряними масами і повітряними масами помірних широт. Схематично арктичний фронт може бути представлений у вигляді поверхні розділу, нахиленою в бік арктичного повітря. Зазвичай в атмосфері різниться кілька арктичних фронтів; найчастіше вони формуються на північ від Європи і на півночі Північної Америки, на широтах близько 60-70°. В арктичному фронті спостерігається утворення циклонів.